# Cyarda casuarinae
Cyarda casuarinae är en insektsart som beskrevs av Ronald Gordon Fennah 1965. Cyarda casuarinae ingår i släktet Cyarda och familjen Flatidae. Inga underarter finns listade i Catalogue of Life.